# 手指山

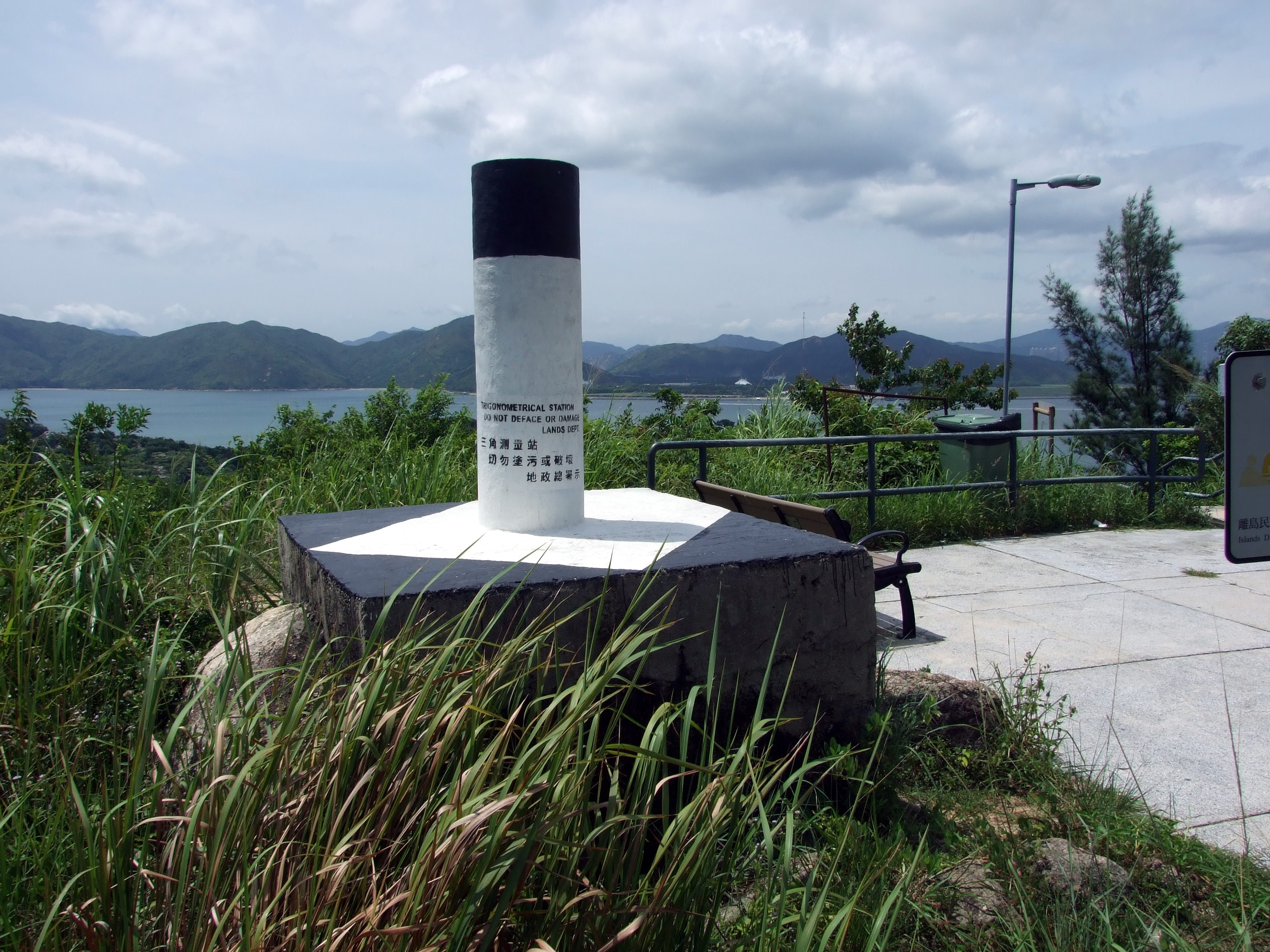
山頂的三角測量站

手指山（英語：Finger Hill）是坪洲的最高點，高95米，位於坪洲東南部，有三百多石級山路登上山頂，山頂上建有鳳萍亭，可以遠眺青馬大橋、大嶼山的迪士尼樂園及愉景灣一帶的景色.

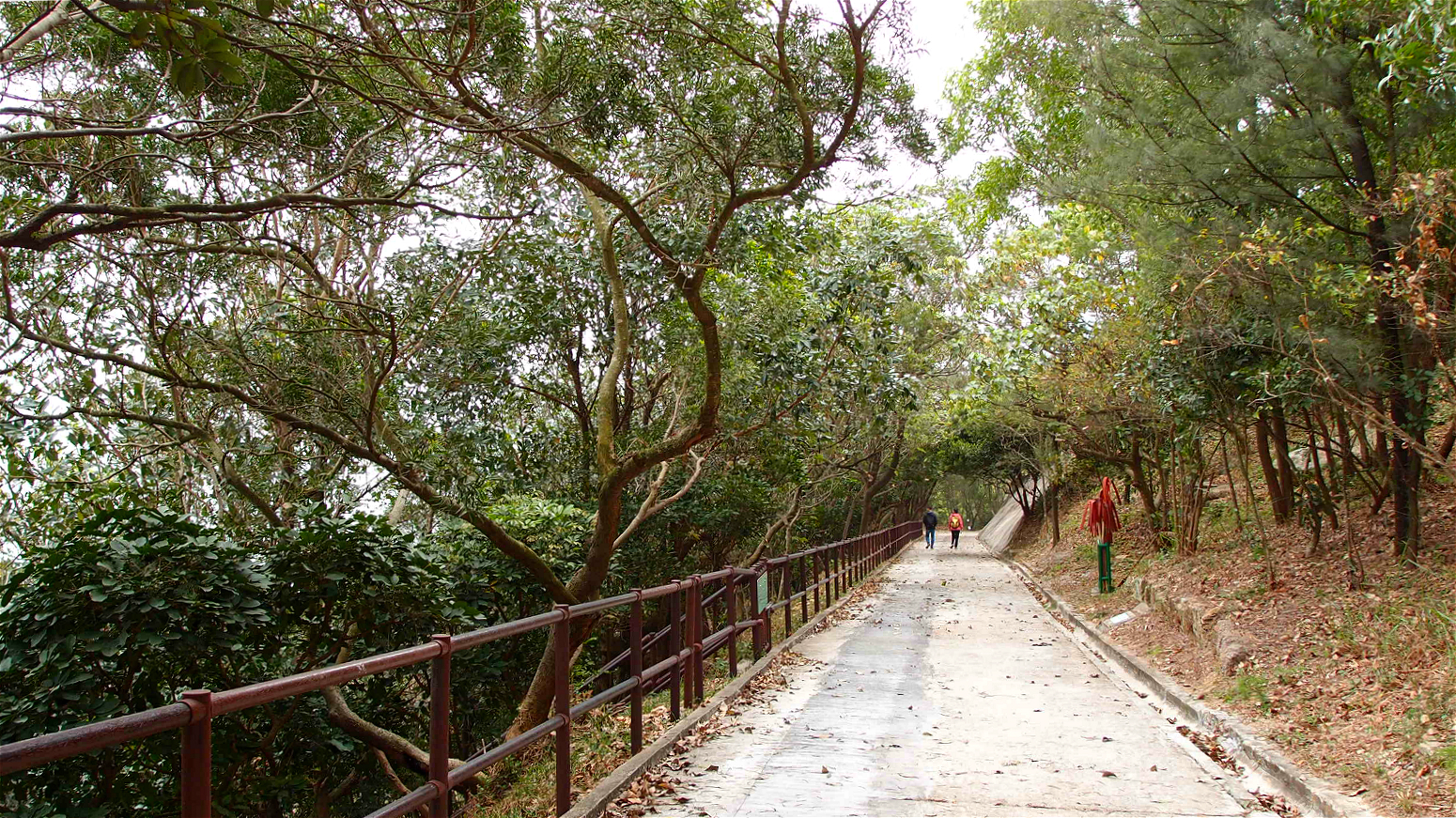
手指山山頂往南灣的路

## 手指山興建電台發射站爭議
2008年11月1日報章報導，地政總署在坪洲南部的手指山的避雨亭張貼通告，諮詢居民有關在上址興建AM810（供鄭經翰計劃經營的雄濤廣播使用）電台發射站的意見，但諮詢期只得短短14天，工人已進行了挖掘工作，引起當地居民不滿，擔心輻射會影響居民健康和破壞生態，又不滿當局只與鄉議局商討，未向居民諮詢，有黑箱作業之嫌。而鄭經翰表示，已得坪洲鄉事委員會的同意興建發射站，並承諾儘量減低對居民的影響。他說由於坪洲北部的發射站已經額滿 ， 所以要自資另行興建。
其後11月3日居民到到中環美利大廈外請願，反對發展局的做法。而民政署也先後收到70多份分別來自坪洲鄉事會、坪洲及喜靈洲區議員等團體和人士的反對意見。立法會當值議員將於12月9日與持反對意見的坪洲毅行者舉行會議，討論有關申訴。